# Apistomyia ariadne
Apistomyia ariadne är en tvåvingeart som beskrevs av Peter Zwick 1978. Apistomyia ariadne ingår i släktet Apistomyia och familjen Blephariceridae.
Artens utbredningsområde är Grekland. Inga underarter finns listade i Catalogue of Life.